# 月刊MEN
『月刊MEN』（げっかんメン）は、ポニーキャニオンから発売されている男性俳優、タレントらを扱った雑誌（ムック型写真集）である。

## 概要
女性タレントのムック型写真集『「月刊」シリーズ』のスタッフが新潮社を離れ、2011年1月に『月刊NEO』（イーネット・フロンティア）を展開。その創刊記念版として男性俳優である早乙女太一の写真集『月刊NEO 早乙女太一』（撮影：松田美由紀）が刊行され、同年4月の「向井理×蜷川実花」以降、男性俳優と女性カメラマンとのセッション作品シリーズ『月刊MEN』としてポニーキャニオンから発売されている。

## 刊行リスト
| No. | タイトル                         | 撮影       | 発売日         |
| --- | -------------------------------- | ---------- | -------------- |
| 001 | 月刊MEN 向井理                   | 蜷川実花   | 2011年4月6日   |
| 002 | 月刊MEN 真司郎                   | 蜷川実花   | 2011年6月24日  |
| 003 | 月刊MEN SPECIAL 窪塚洋介 NOWHERE | 蜷川実花   | 2011年7月20日  |
| 004 | 月刊MEN 田中圭                   | sai        | 2011年9月21日  |
| 005 | 月刊MEN 大森南朋                 | 松田美由紀 | 2011年10月28日 |
| 006 | 月刊MEN 大東駿介                 | 蜷川実花   | 2012年1月27日  |
| 007 | 月刊MEN 武田真治                 | 蜷川実花   | 2012年2月24日  |
| 008 | 月刊MEN 金子ノブアキ             | 蜷川実花   | 2012年3月21日  |
| 009 | 月刊MEN 綾野剛                   | 蜷川実花   | 2012年5月25日  |
| 010 | 月刊MEN 青柳翔                   | 宮下マキ   | 2012年7月19日  |
| 011 | 月刊MEN 三浦翔平                 | 蜷川実花   | 2012年8月24日  |
| 012 | 月刊MEN 松田翔太                 | 蜷川実花   | 2012年9月26日  |
| 013 | 月刊MEN 雅-MIYAVI-               | 新田桂一   | 2012年11月1日  |